# 藤木隆宣
藤木 隆宣（ふじき たかのり、1944年 - ）は、日本の実業家、僧侶。福井県越前市の曹洞宗日庭寺住職。仏教企画代表。社会福祉法人輝雲会理事長。

## 来歴
福井県生まれ。駒澤大学仏教学部卒業。永平寺安居、福井県で県立高校の非常勤講師、財団法人全国青少年教化協議会を経て友人と会社を設立して営業を担当。1982年に有限会社仏教企画を設立。季刊『曹洞禅グラフ』、『仏教企画通信』を発刊。書籍の出版ならびに販売などを行う。 
1990年に社会福祉法人輝雲会の理事長に就任。2013年3月、立教大学大学院21世紀社会デザイン研究科前期課程修了。
福井県で「たいら保育園」、相模原市南区で「あおいそら保育園」、愛川町で児童養護施設「手まり学園」を運営する。
仏教系の超宗派有志で作る「二十一世紀の仏教を考える会」代表など歴任。

## 著書
- 「国立国会図書館」を参照[8]